# Социјална фацилитација
Социјална фацилитација је израз који означава појаву да се одређене активности лакше и успешније (или теже) обављају захваљујући присуству других људи (публике или других извођача исте активности). То се објашњава повећањем напетости и мотивације, што у првом случају олакшава извођење увежбане активности, а у другом, отежава или инхибира делатност која није добро научена и која се тек учи.